# Aileen Riggin
Aileen Riggin Soule (Newport, Rhode Island, 2 de mayo de 1906 - Honolulu, Hawái, 18 de octubre de 2002) fue  una nadadora y saltadora de trampolín estadounidense que ganó tres medallas olímpicas entre 1920 y 1924. 
Aileen aprendió a nadar a la edad de seis años en Manila Bay, Filipinas, donde su padre estaba destinado como oficial de marina, y no empezó a saltar desde el trampolín hasta 1919. Sin embargo un año más tarde participó en esta especialidad en los Juegos Olímpicos de 1920 celebrados en Amberes, y pese a no partir como favorita, acabó ganando la medalla de oro. Era la primera vez que se disputaba el salto de trampolín femenino en unos Juegos Olímpicos.
Cuatro años más tarde participó en los Juegos Olímpicos de París 1924, donde fue compañera de equipo de los míticos Duke Kahanamoku y Johnny Weissmüller. En París consiguió ganar dos medallas: una de plata en salto de trampolín y otra bronce en los 100 m espalda de natación.

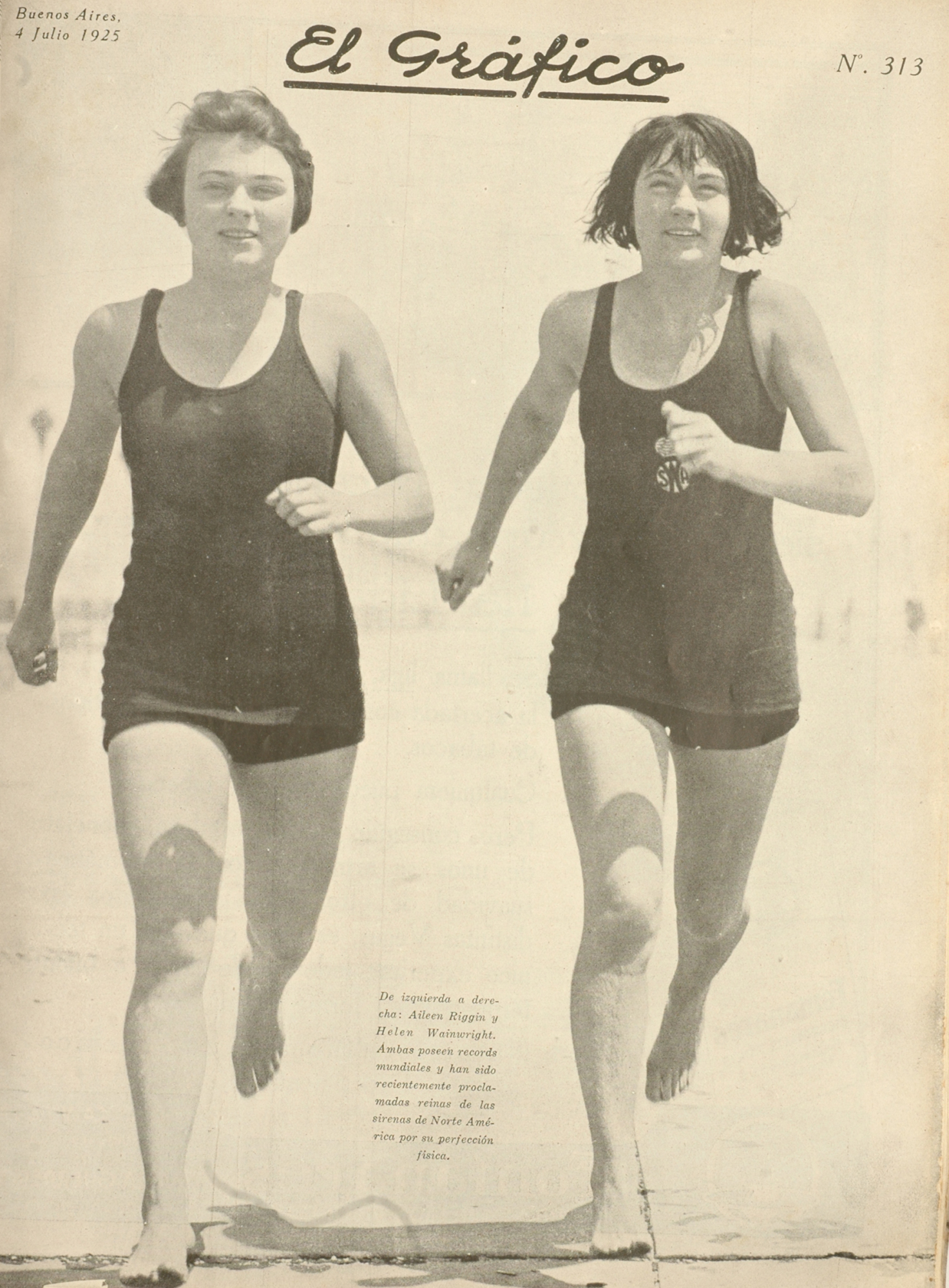
Riggin (izquierda) junto a Helen Wainwright, 1925

En 1926 se retiró de las competiciones y se hizo profesional, participando en numerosas exhibiciones y espectáculos. En los años 30 rodó también algunas películas en Hollywood, siendo las más conocidas "Roman Scandals" (1933) y "One in a Million" (1936).
En 1957 se trasladó a Hawái con su marido Howard Soule, y quedó totalmente fascinada con este lugar, donde viviría hasta su muerte. En 1967 fue incluida en el Salón de la Fama de la natación internacional.
Su actividad deportiva no acabó en su juventud, pues compitió siendo ya una mujer de edad muy avanzada (hasta pasados los 90 años) en numerosas pruebas para personas mayores, llegando a tener varios récords del mundo de su grupo de edad. A los 86 años ganó seis títulos en los campeonatos mundiales de natación para mayores.
Además colaboró en la fundación de la "Hawaii Senior Games Association", dedicada a organizar pruebas deportivas para personas mayores. Aileen Riggin era una persona muy querida y una auténtica institución, sobre todo en Hawái. Murió de causas naturales a los 96 años en 2002.
Con 14 años fue una de las campeonas olímpicas más jóvenes de la historia, y fue la primera en ganar medallas en natación y salto de trampolín en unos mismos Juegos Olímpicos
Como curiosidad decir que es la campeona más liviana de la historia olímpica, pues solo media 1.40 m y pesaba 29.5 kg cuando ganó el oro en 1920.